# Coventry Jets
I Coventry Jets sono stati una squadra di football americano di Coventry, in Gran Bretagna.

## Storia
Nel 1984 furono fondati i Walsall Titans e i Milton Keynes Bucks; questi ultimi si fusero nel 1987 con i Coventry Bears (nati nel 1985 come Warwickshire Bears), andando così a fondare i CMK Bucks (i quali però tornarono al nome Coventry Bears già dalla stagione 1988). I Bears si unirono poi nel 1990 con i Walsall Titans, divenendo Coventry Jaguars. I Jaguars giocarono fino al 1993 e furono rifondati nel 2004, ma alla fine dello stesso anno furono ridenominati Coventry Jets.
Le giovanili sono confluite nel 2018 negli Etone Jaguars, mentre la prima squadra ha chiuso nel 2019.

## Dettaglio stagioni

### Amichevoli
| Stagione | Vin | Par | Per | Tot | PF   | PS  | avversaria |
| -------- | --- | --- | --- | --- | ---- | --- | ---------- |
| 2006     | 1   | 0   | 0   | 1   | 35   | 8   | Irlanda    |
| 2007     | ?   | ?   | ?   | 1   | ?    | ?   | Irlanda    |
| Totale   | 1+? | 0+? | 0+? | 2   | 35+? | 8+? |            |

Fonte: americanfootballitalia.com

### Tornei

#### Tornei nazionali

##### Campionato

###### Tabella 1984/Budweiser League National Division/BAFA NL Premiership
| Stagione | regular season | regular season | regular season | regular season | regular season | regular season | playoff | playoff | playoff | playoff | playoff | playoff          | playoff         |
|          | Vin            | Par            | Per            | Tot            | PF             | PS             | Vin     | Per     | Tot     | PF      | PS      | risultato        | avversaria      |
| -------- | -------------- | -------------- | -------------- | -------------- | -------------- | -------------- | ------- | ------- | ------- | ------- | ------- | ---------------- | --------------- |
| 1984     | 3              | 0              | 0              | 3              | ?              | ?              | -       | -       | -       | -       | -       | -                | -               |
| 1984     | 10             | 1              | 2              | 13             | 139+?          | 85+?           | -       | -       | -       | -       | -       | -                | -               |
| 1987     | 5              | 0              | 5              | 10             | 209            | 267            | -       | -       | -       | -       | -       | -                | -               |
| 2014     | 6              | 0              | 3              | 9              | 142            | 73             | 0       | 1       | 1       | 6       | 53      | Quarti di finale | London Warriors |
| 2015     | 3              | 0              | 7              | 10             | 112            | 223            | -       | -       | -       | -       | -       | -                | -               |
| 2016     | 1              | 0              | 9              | 10             | 86             | 377            | -       | -       | -       | -       | -       | -                | -               |
| Totale   | 28             | 1              | 26             | 55             | 688+?          | 1025+?         | 0       | 1       | 1       | 6       | 53      |                  |                 |

Fonti: Enciclopedia del Football - A cura di Massimo Mezzetti

###### BAFA NL Division One
| Stagione | regular season | regular season | regular season | regular season | regular season | regular season | playoff | playoff | playoff | playoff | playoff | playoff   | playoff    |
|          | Vin            | Par            | Per            | Tot            | PF             | PS             | Vin     | Per     | Tot     | PF      | PS      | risultato | avversaria |
| -------- | -------------- | -------------- | -------------- | -------------- | -------------- | -------------- | ------- | ------- | ------- | ------- | ------- | --------- | ---------- |
| 2017     | 1              | 0              | 9              | 10             | 78             | 279            | -       | -       | -       | -       | -       | -         | -          |
| 2018     | 0              | 0              | 10             | 10             | 46             | 359            | -       | -       | -       | -       | -       | -         | -          |
| Totale   | 1              | 0              | 19             | 20             | 124            | 638            | -       | -       | -       | -       | -       |           |            |

Fonti: Enciclopedia del Football - A cura di Massimo Mezzetti

###### Budweiser League First Division
| Stagione | regular season | regular season | regular season | regular season | regular season | regular season | playoff | playoff | playoff | playoff | playoff | playoff   | playoff    |
|          | Vin            | Par            | Per            | Tot            | PF             | PS             | Vin     | Per     | Tot     | PF      | PS      | risultato | avversaria |
| -------- | -------------- | -------------- | -------------- | -------------- | -------------- | -------------- | ------- | ------- | ------- | ------- | ------- | --------- | ---------- |
| 1987     | 5              | 0              | 5              | 10             | 229            | 156            | -       | -       | -       | -       | -       | -         | -          |
| Totale   | 5              | 0              | 5              | 10             | 229            | 156            | -       | -       | -       | -       | -       |           |            |

Fonti: Enciclopedia del Football - A cura di Massimo Mezzetti

#### Tornei internazionali

##### European Football League (1986-2013)
| Stagione | regular season | regular season | regular season | regular season | regular season | regular season | playoff | playoff | playoff | playoff | playoff | playoff          | playoff       |
|          | Vin            | Par            | Per            | Tot            | PF             | PS             | Vin     | Per     | Tot     | PF      | PS      | risultato        | avversaria    |
| -------- | -------------- | -------------- | -------------- | -------------- | -------------- | -------------- | ------- | ------- | ------- | ------- | ------- | ---------------- | ------------- |
| 2008     | 2              | 0              | 0              | 2              | 57             | 29             | 0       | 1       | 1       | 49      | 20      | Quarti di finale | Tirol Raiders |
| Totale   | 2              | 0              | 0              | 2              | 57             | 29             | 0       | 1       | 1       | 49      | 20      |                  |               |

Fonti: Enciclopedia del Football - A cura di Massimo Mezzetti

##### EFAF Cup
| Stagione | regular season | regular season | regular season | regular season | regular season | regular season | playoff | playoff | playoff | playoff | playoff | playoff   | playoff    |
|          | Vin            | Par            | Per            | Tot            | PF             | PS             | Vin     | Per     | Tot     | PF      | PS      | risultato | avversaria |
| -------- | -------------- | -------------- | -------------- | -------------- | -------------- | -------------- | ------- | ------- | ------- | ------- | ------- | --------- | ---------- |
| 2011     | 0              | 0              | 2              | 2              | 7              | 171            | -       | -       | -       | -       | -       | -         | -          |
| Totale   | 0              | 0              | 2              | 2              | 7              | 171            | -       | -       | -       | -       | -       |           |            |

Fonti: Enciclopedia del Football - A cura di Massimo Mezzetti

### Riepilogo fasi finali disputate
| Anno           | Luogo   | Evento              | Fase del torneo  | Incontro                        | Risultato |
| 10 maggio 2008 | Wattens | EFL                 | Quarti di finale | Tirol Raiders - Coventry Jets   | 49 - 20   |
| 24 agosto 2014 |         | BAFA NL Premiership | Quarti di finale | London Warriors - Coventry Jets | 52 - 6    |

## Palmarès
- Tabella di merito 1984 (3-0[4])
- 1 Campionato britannico/Britbowl (2008)
- 2 Campionati britannici di secondo livello (1991[7], 2006[8])
- 1 Campionato britannico/Britbowl di terzo livello (2005)
- 1 Crown Bowl (1989[4])